# Weltmarktpreis
Der Weltmarktpreis ist im Außenhandel und in der Wirtschaft ein Marktpreis, der auf dem Weltmarkt für Güter und Dienstleistungen entrichtet werden muss.

## Allgemeines
Der Weltmarkt ist ein Markt, der die gesamte Welt umfasst. Es ist ein gedachter, nicht zu lokalisierender Markt, auf dem Welthandelsgüter durch die Interdependenz der Binnenmärkte eine Verflechtung zu einer Weltwirtschaft ermöglichen. Welthandelsgüter sind Handelsobjekte, die sich aus international gehandelten Gütern und Dienstleistungen zusammensetzen, die nicht lediglich lokale Bedeutung besitzen.
Der Weltmarktpreis unterliegt wie jeder Preis dem Preismechanismus und kommt durch Gegenüberstellung von weltweitem Güterangebot und Güternachfrage zustande. 

## Preisbildung
Werden Handelsobjekte im Inland durch Güterproduktion hergestellt, so können sie auf dem inländischen Gütermarkt angeboten und/oder auf den Weltmarkt exportiert werden. Auf dem Binnenmarkt bildet sich ein Binnenmarktpreis. Werden bestimmte Handelsobjekte nicht im Inland hergestellt, müssen sie ausschließlich auf dem Weltmarkt zum Weltmarktpreis beschafft werden.  
| Marktform   | Marktpreis            | ökonomische Ebene |
| ----------- | --------------------- | ----------------- |
| Wochenmarkt | lokaler Verkaufspreis | Mikrodaten        |
| Binnenmarkt | Binnenmarktpreis      | Mesodaten         |
| Weltmarkt   | Weltmarktpreis        | Makrodaten        |

Stimmen Weltmarktpreis und Binnenmarktpreis (zufällig) überein, so handelt es sich um ein Marktgleichgewicht. Liegt der Weltmarktpreis über dem Gleichgewichtspreis auf dem Binnenmarkt, so wird die inländische Produktion ihr Güterangebot im Rahmen der Angebotskurve ausdehnen; umgekehrt wird die inländische Güterproduktion auf Grundlage der Nachfragekurve sinken oder eingestellt, weil der Weltmarktpreis niedriger ist als der Binnenmarktpreis.

## Wirtschaftliche Aspekte
Der für Importeure im Inland zu entrichtende Preis ist abhängig vom Weltmarktpreis und von der Höhe des Zolls. Wird der Weltmarktpreis in Fremdwährung angegeben, kann der inländische Devisenkurs zu einer Veränderung des Weltmarktpreises in Inlandswährung beitragen. Darin kommen die herrschenden Terms of Trade zum Ausdruck. Sinkt der in Inlandswährung angegebene Weltmarktpreis eines Importgutes, so haben sich die Terms of Trade des Importstaates verbessert. Im Weltmarktpreis werden zudem die Transportkosten und die typischen, bei Export/Import anfallenden Kosten (etwa Versicherungsprämien für eine Exportkreditversicherung und Transportversicherung) berücksichtigt. 
Einfluss auf den Weltmarktpreis kann die Inlandsnachfrage eines Flächenstaates ausüben, nicht aber die eines Kleinstaates. Das gilt auch für das Exportvolumen eines Kleinstaates. Kleinstaaten können den Weltmarktpreis nicht beeinflussen. Flächenstaaten mit großem Handelsvolumen dagegen weisen einen höheren Weltmarktanteil als Kleinstaaten auf und können den Weltmarktpreis beeinflussen. So ist beispielsweise Ecuador mit einem Weltmarktanteil von 75 Prozent der größte Exporteur von Balsaholz und kann den Weltmarktpreis von Balsaholz beeinflussen.
Eine Abweichung vom Gleichgewichtspreis hat einen Angebotsüberhang oder einen Nachfrageüberhang zur Folge. Bei einem Angebotsüberhang sinkt der Weltmarktpreis, bei Nachfrageüberhang steigt er. Nimmt das Angebot im Verhältnis zur Nachfrage zu, sinkt der Weltmarktpreis und umgekehrt.
Der Weltmarktpreis für ein bestimmtes Gut muss nicht weltweit einheitlich sein und kann nach Ländern oder Handelsstufen unterschiedlich sein. Dies ist beispielsweise bei Ölpreisen (OPEC) oder Gaspreisen der Fall; Gold-, Silber-, Platin-, Palladiumpreis oder der Preis Seltener Erden sind dagegen weltweit überwiegend einheitlich. Auch bei Agrarprodukten gibt es lokale Preise (Schwellenpreise), denen die Transportkosten zugeschlagen werden, um den Weltmarktpreis zu ermitteln.